# نادي مسيمير
نادي مسيمير الرياضي نادي كرة قدم قطري مقره في مدينة مسيمير، تأسس عام 1998. يلعب في الدوري القطري الدرجة الثانية. صعد الفريق لدوري النجوم بعد إنتزاع المركز الثاني بمسابقة قطر غاز ليغ لموسم 2014-15.

## تاريخ
بدأ تكوين النادي سنة 1996م باعتباره فريق كرة قدم (تحت اسم نادي النهضة الرياضي) والواقع بمنطقة المعمورة بمدينة الدوحة بحيث ترجع تبعيته الإدارية والمالية إلي الإتحاد القطري لكرة القدم.
وفي عام 1998م أصدر ولي العهد الأمين مكرمته بإشهار النادي ويتبع اللجنة الأولمبية الأهلية القطرية، حيث تم تشكيل جمعية عمومية تأسيسية من أبناء المنطقة وتم انتخاب مجلس الإدارة وعلى ضوئها في تلك الفترة تم تغيير اسم النادي النهضة الرياضي إلي نادي الشعلة الرياضي.
وفي عام 2000م تم بناء مقر رسمي للنادي بمنطقة مسيمير تحت إشراف اللجنة الأولمبية الأهلية مكون من مبنى إداري وغرف تبديل ملابس وملعب كرة قدم واحد.
بدأ مجلس الإدارة بعمل خطط وتم دراستها لاستقطاب أبناء المنطقة لمقر النادي وتشكيل قاعدة من اللاعبين في جميع الفئات السنية ابتداء من فئة البراعم إلى الفريق الأول ووفروا جميع السبل التي تساهم في نهضة النادي من أدوات رياضية وملحقاتها إلي مدربين أكفاء وتربويين ولاعبين محترفين.
بدأ النادي مسيرتة الرياضية وكان دوما يحمل لقب الوصيف على مستوى الفريق الأول ولكن بعد فترة زمنية بسيطة بدأ براعم وأشبال النادي في مقارعة الأندية الكبير بإحراجهم والفوز عليهم مما دفع مجلس الإدارة إلى الاجتهاد والاهتمام بهذه القاعدة التي هي عماد النادي ومستقبله، عينوا لهم إداريون على مستوى من الخبرة ومدربون كذلك ووفروا لهم الاهتمام خارج النادي بمتابعتهم في مدارسهم ومتابعة مستوى تفوقهم العلمي بالإضافة إلى الاهتمام بهم داخل النادي متمنين من الله التوفيق لرفع راية الرياضة القطرية خفاقة وفي عام 2004م ونزولا عن رغبة أعضاء النادي المؤسسين والعاملين في تغيير مسمى النادي إلى نادي مسيمير حسب المنطقة الواقع بها مقر النادي ليتماشى الاسم الجديد مع النهضة الرياضية السائدة بالدولة.

## تشكيلة الفريق
ملاحظة: تشير الأعلام إلى المنتخب بحسب قواعد الأهلية المعتمدة من قبل الفيفا؛ تنطبق بعض الاستثناءات المحدودة. وقد يحمل اللاعبون أكثر من جنسية لا تعترف بها الفيفا.
| الرقم | البلد   | المركز | اللاعب            |
| ----- | ------- | ------ | ----------------- |
| 1     | قطر     | حارس   | عبد الرحمن رزيقات |
| 2     | قطر     | مدافع  | حمد بلغيث         |
| 3     | قطر     | مدافع  | محمد الجابري      |
| 4     | قطر     | مدافع  | إسماعيل دهقاني    |
| 5     | قطر     | مدافع  | عبد القادر زوخ    |
| 6     | قطر     | وسط    | أبوبكر بيومي      |
| 7     | نيجيريا | وسط    | كريستوفر جون      |
| 8     | الجزائر | وسط    | محمد جنيدي        |
| 9     | الجزائر | وسط    | ماسيل أجعودي      |
| 10    | الغابون | مهاجم  | أكسل ميي          |
| 11    | فرنسا   | مهاجم  | مارفين غاكبا      |
| 12    | النيجر  | وسط    | عبدول موموني      |
| 13    | قطر     | حارس   | أحمد صابري        |
| 14    | غانا    | وسط    | عمر علي           |
| 16    | قطر     | مدافع  | عبد الحليم شريف   |
| 17    | قطر     | مدافع  | حمد العبيدي       |

| الرقم | البلد     | المركز | اللاعب             |
| ----- | --------- | ------ | ------------------ |
| 18    | قطر       | وسط    | سعود النصر         |
| 21    | قطر       | مدافع  | محمد جمعة          |
| 22    | قطر       | مدافع  | خالد مبارك         |
| 23    | قطر       | وسط    | مصعب عبد المجيد    |
| 25    | قطر       | مدافع  | عبد الله حاتمي     |
| 26    | فرنسا     | مدافع  | توماس باسيلا       |
| 28    | موريتانيا | وسط    | مختار سيدي الحسن   |
| 31    | قطر       | حارس   | عبد الرحمن محمد }} |
| 37    | قطر       | وسط    | عبد العزيز محمد    |
| 39    | قطر       | مدافع  | محمد الربيعي       |
| 45    | قطر       | حارس   | فيصل عبد العزيز    |
| 77    | قطر       | مهاجم  | المكي الطمباري     |
| 92    | قطر       | مهاجم  | فهد خلفان          |
| 96    | قطر       | مدافع  | علي فيض إتشي       |

## الألقاب والإنجازات
كأس أندية الدرجة الثانية
- البطل (مرتين): 2020-21، 2018-19.[5][6]

- الوصيف (3 مرات): 2004-05، 2005-06، 2012-13.[1]

دوري الدرجة الثانية القطري
- الوصيف (مرتين): 2006-07، 2011-12.[1]
- المركز الثالث (مرة واحدة): 2005-06.[1][7]

## الطاقم الإداري

### المدربون: بدر الميمني
مولاهم محمد